# Heliconia rostrata
A Heliconia rostrata az egyszikűek (Liliopsida) osztályának a gyömbérvirágúak (Zingiberales) rendjébe, ezen belül a Heliconiaceae családjába tartozó faj.

## Előfordulása
A Heliconia rostrata eredeti előfordulási területe Peru, Bolívia, Kolumbia és Ecuador. Puerto Ricóba betelepítették, és a világon számos helyen dísznövényként termesztik. Ez a rákollóvirág Bolívia egyik nemzeti növénye.

## Megjelenése
A többi rákollóvirágtól eltérően, amelyek virágzata felálló nyélen ül, pl. Heliconia bihai, a Heliconia rostrata virágzata lefelé mutató nyélen helyezkedik el. Míg a többiek vizet tárolnak a madarak és rovarok számára, addig ez a növény nektárral csalogatja magához a kolibriféléket. A virágok szirmai véső alakúak és egymásra borulnak. A szirmok élénk vörösek, míg a széleik zöldessárgák. Lágy szárú, évelő növény.

## Képek

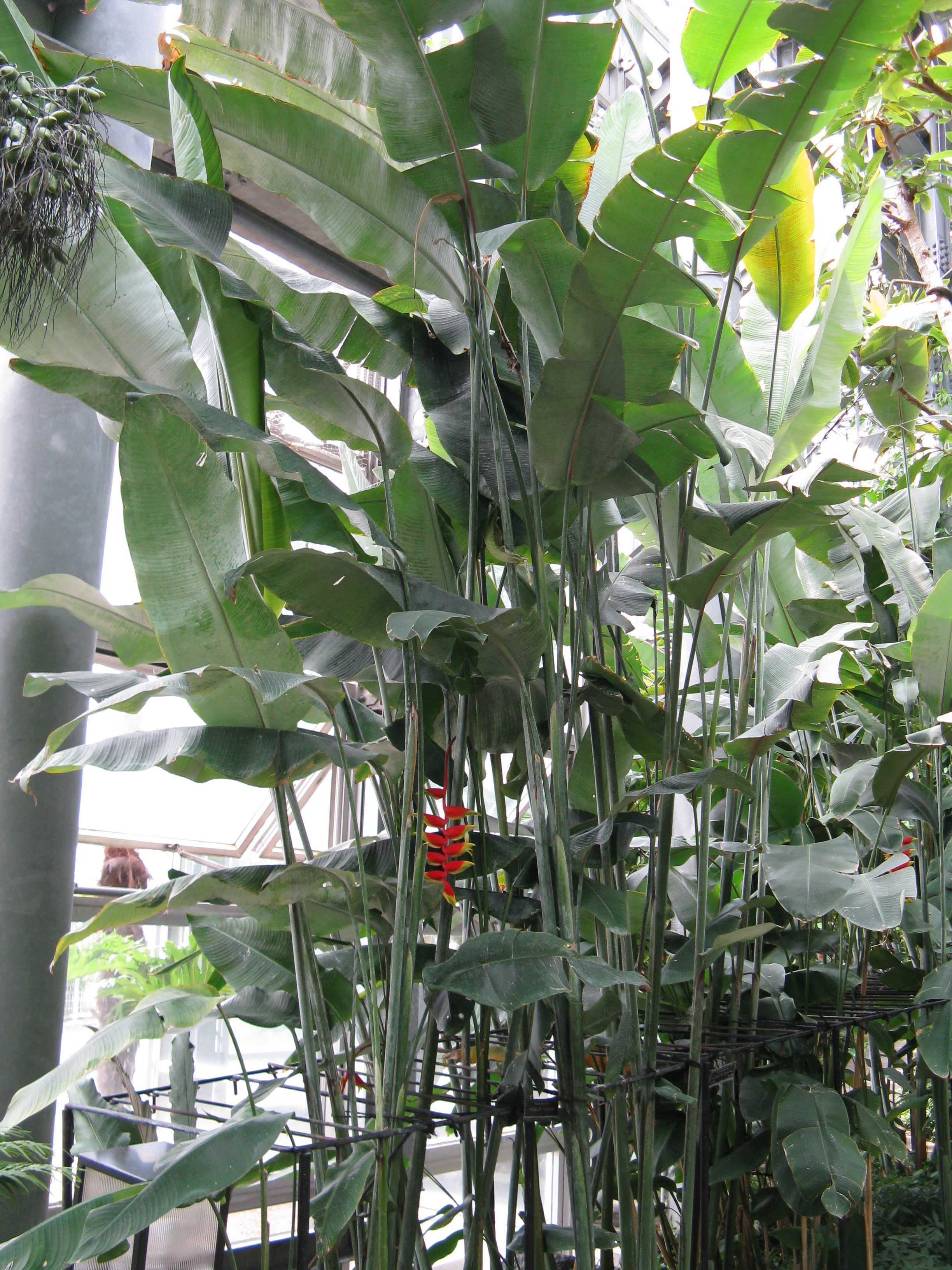
A növény
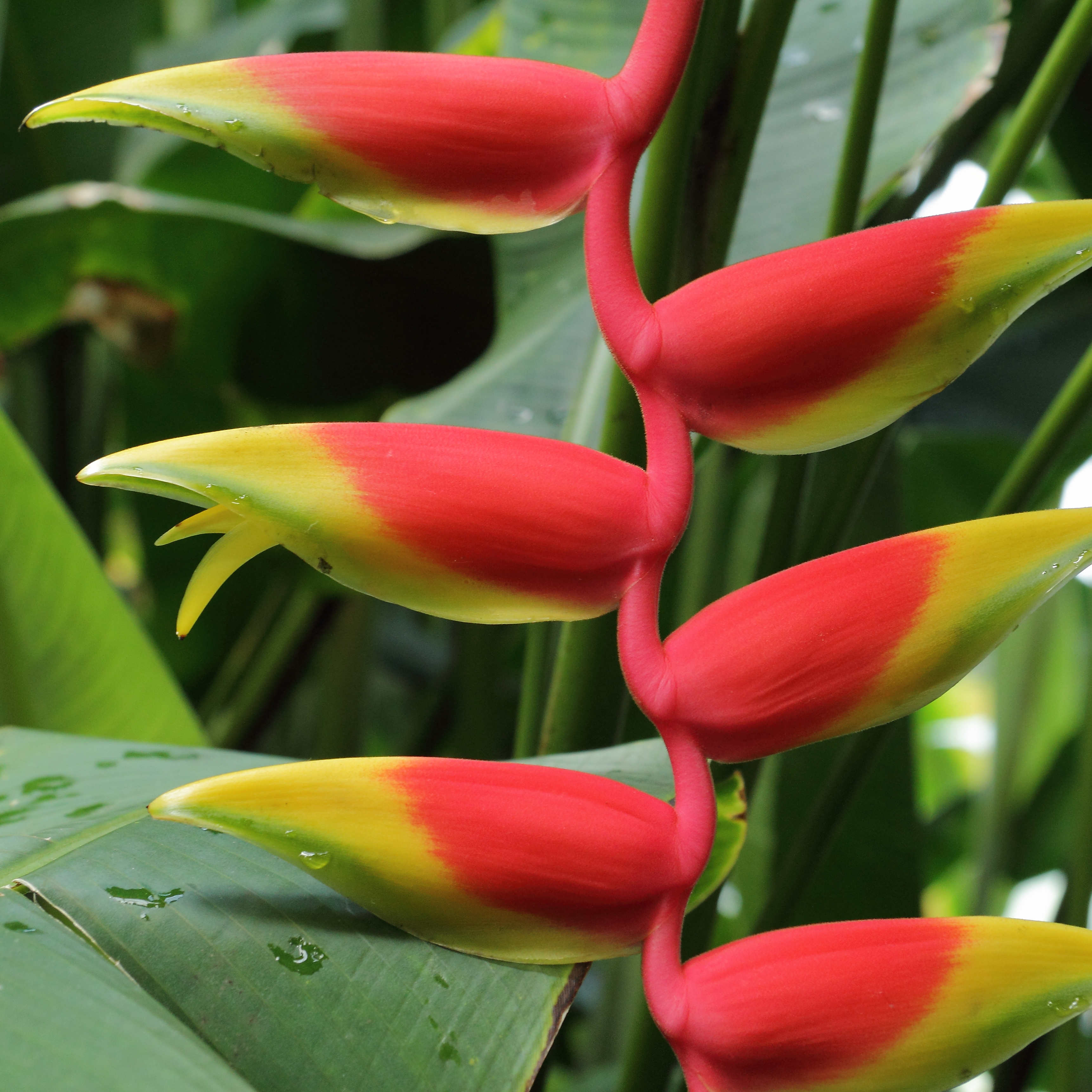
A virágzatai
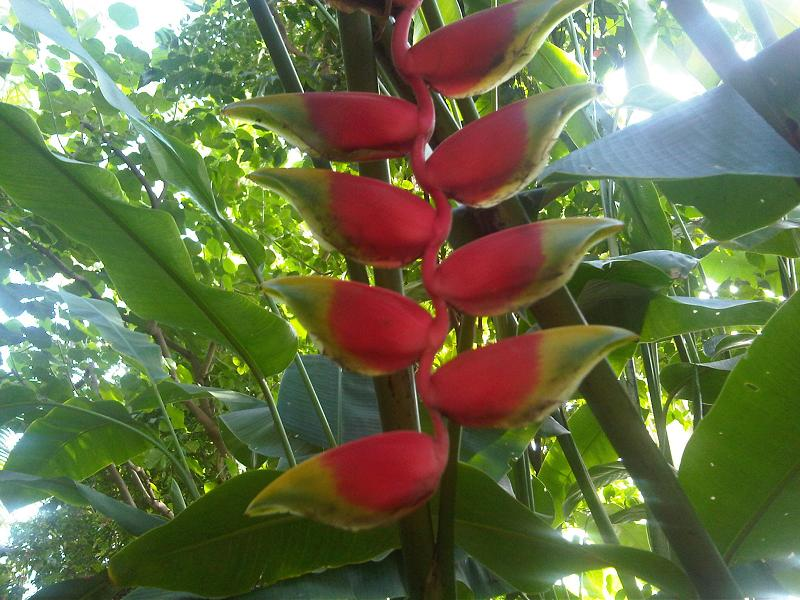
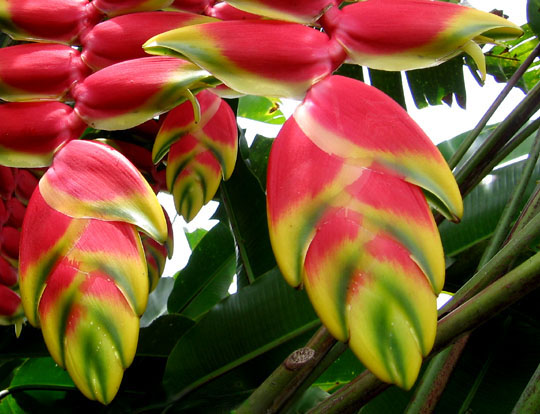
A virágai
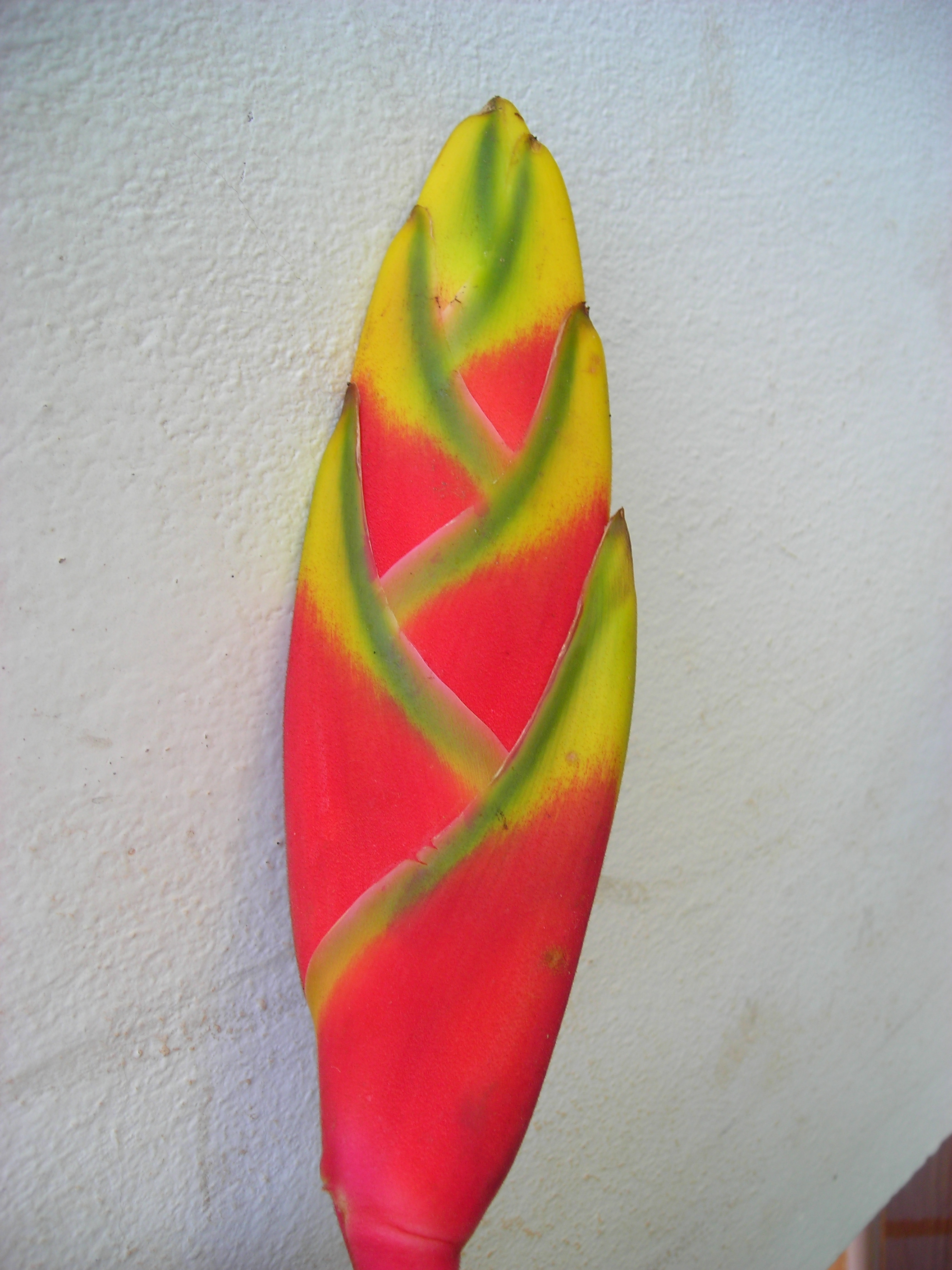
Bimbóként
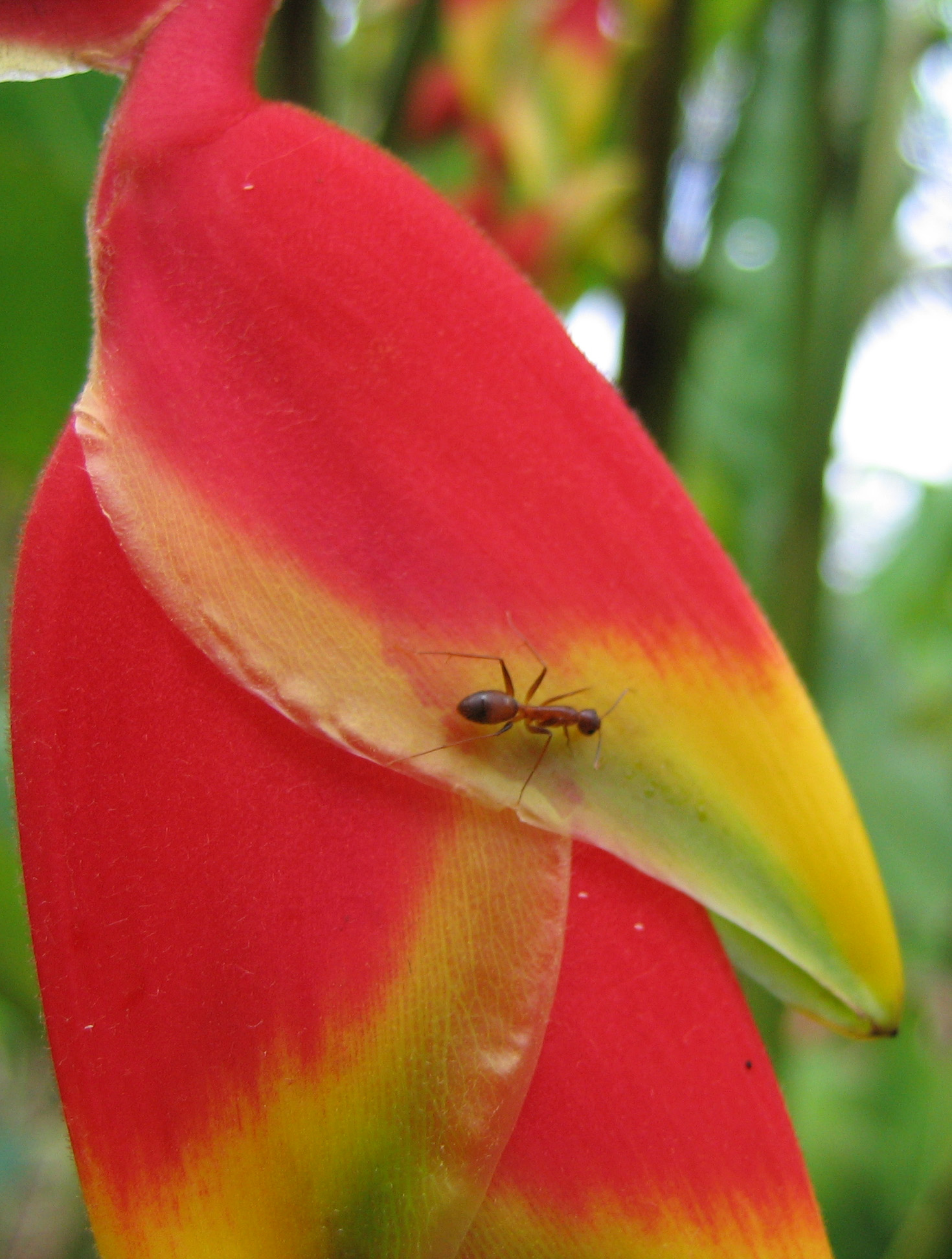
A szirmai
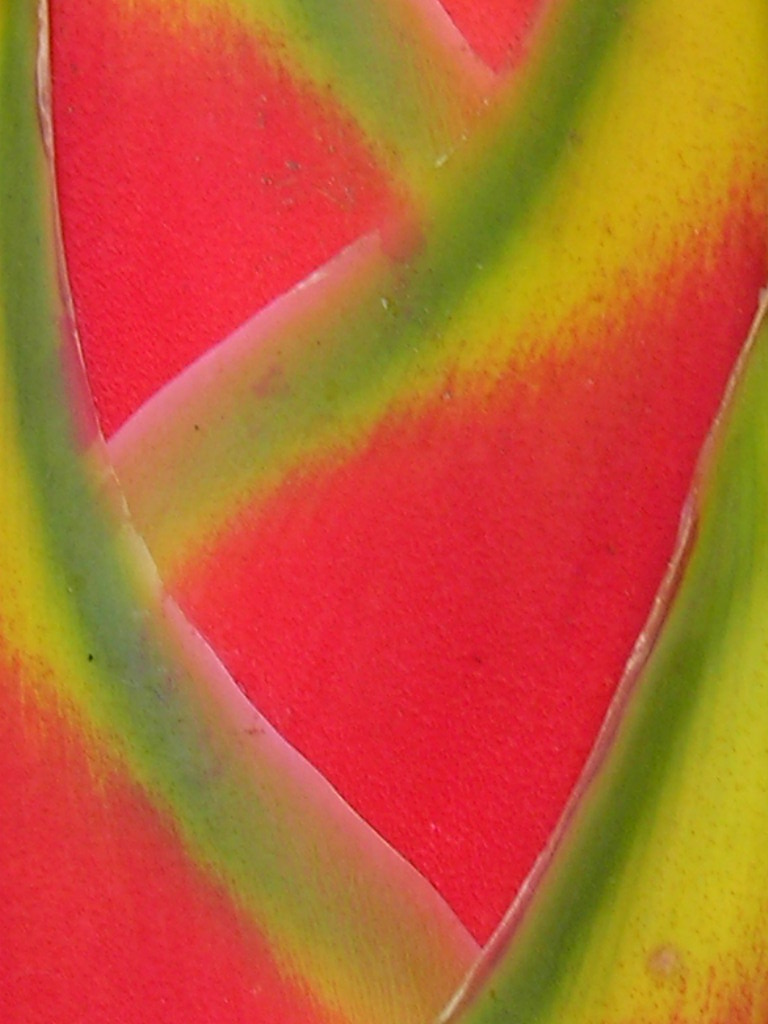
közelről
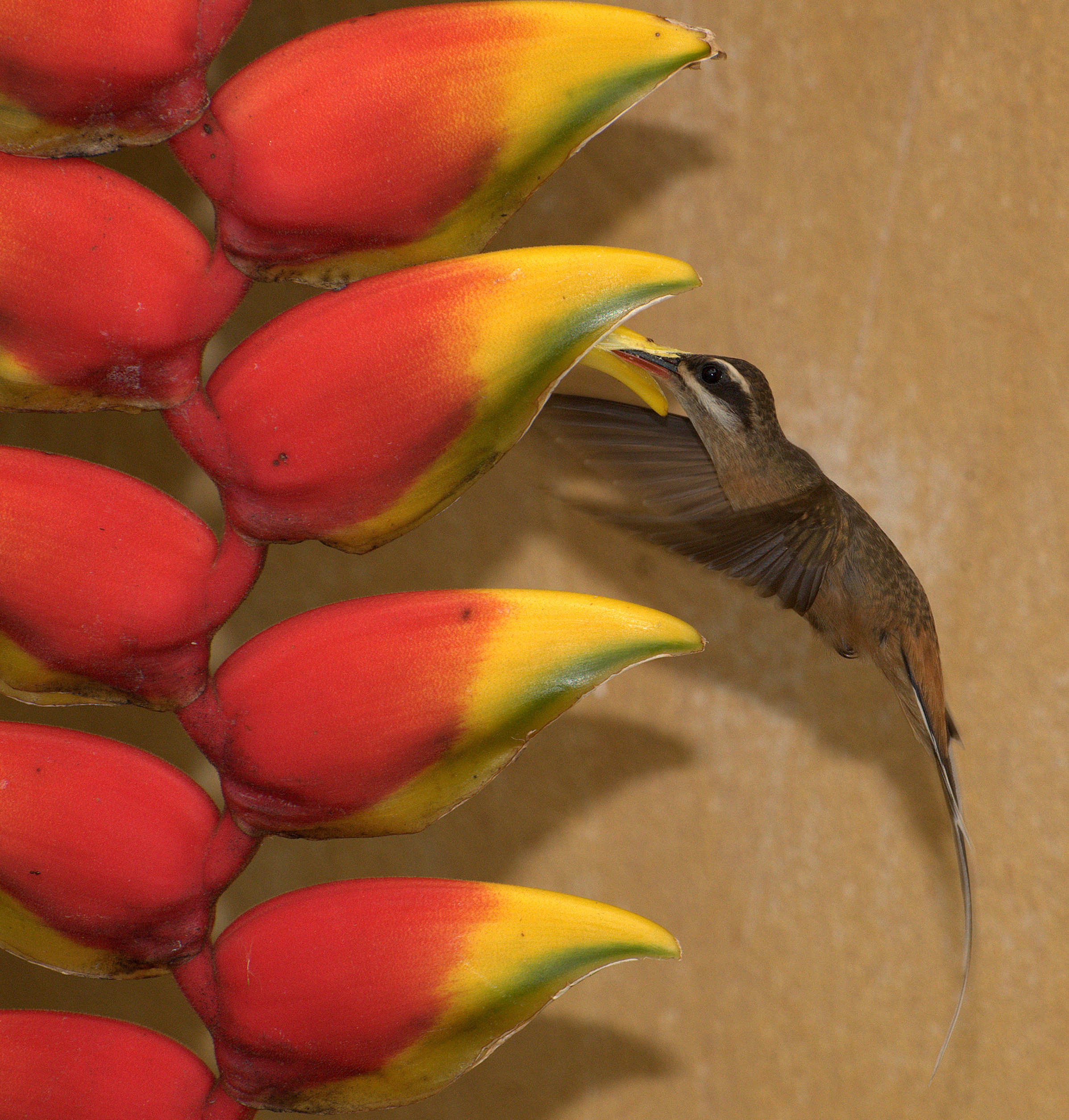
A virágból táplálkozó kolibri

### Fordítás
- Ez a szócikk részben vagy egészben  a   Heliconia rostrata című angol Wikipédia-szócikk ezen változatának fordításán alapul.  Az eredeti cikk szerkesztőit annak laptörténete sorolja fel. Ez a jelzés csupán a megfogalmazás eredetét és a szerzői jogokat jelzi, nem szolgál a cikkben szereplő információk forrásmegjelöléseként.